# Truttemer-le-Petit
Truttemer-le-Petit (Ausspracheⓘ) ist eine ehemalige französische Gemeinde mit 102 Einwohnern (Stand 1. Januar 2022), den Truttemérien, im Département Calvados in der Region Normandie.
Am 1. Januar 2016 wurde Truttemer-le-Petit im Zuge einer Gebietsreform zusammen mit sieben benachbarten Gemeinden als Ortsteil in die neue Gemeinde Vire Normandie eingegliedert.

## Geografie
Truttemer-le-Petit liegt rund zehn Kilometer südöstlich von Vire. Die südwestwärts liegende Hälfte des Ortsgebiets befindet sich zwischen den Départements Manche, Westen, und Orne, Osten. Das sich südsüdöstlich befindliche Flers ist rund 20 Kilometer entfernt.

## Bevölkerungsentwicklung
| Jahr                             | 1793 | 1836 | 1876 | 1926 | 1946 | 1968 | 1990 | 2013 |
| Einwohner                        | 502  | 431  | 352  | 193  | 187  | 159  | 135  | 101  |
| Quelle: Cassini, EHESS und INSEE |      |      |      |      |      |      |      |      |

## Sehenswürdigkeiten
- Kirche Saint-Martin aus dem 19. Jahrhundert